# Diabolique
Diabolique is een Amerikaanse psychologische thrillerfilm uit 1996 geregisseerd door Jeremiah Chechik, geschreven door Henri-Georges Clouzot en Don Roos, en met Sharon Stone, Isabelle Adjani, Chazz Palminteri en Kathy Bates. De film volgt de vrouw en minnares van een gewelddadige schoolmeester die wordt gestalkt door een onbekende aanvaller nadat ze hem hebben vermoord en zijn lichaam hebben weggegooid.
De film is een remake van de Franse film Les Diaboliques (1955) geregisseerd door Clouzot, die was gebaseerd op de roman Celle qui n'était plus door Pierre Boileau en Thomas Narcejac.

## Verhaal
Mia Baran is een vrome katholieke onderwijzeres op een jongensschool buiten Pittsburgh waar haar man, Guy, schoolmeester is. Guy beledigt de zwakke Mia, een voormalige non die lijdt aan cardiomyopathie; zijn minnares, Nicole Horner, een collega-leraar op de school, beschermt Mia. Wanneer beide vrouwen genoeg hebben van zijn misbruik, werken ze samen om hem te vermoorden in een appartement dat eigendom is van een familievriend van Nicole. De vrouwen lokken hem daarheen en Mia verdooft hem voordat ze hem met succes in een badkuip verdrinken. Ze wikkelen zijn lichaam in een douchegordijn en plaatsen het in een rieten doos.
Terwijl ze op weg is naar de school, laat Nicole Guys auto crashen in een file op de snelweg, maar de rieten doos blijft onopgemerkt door de autoriteiten. De vrouwen arriveren midden in de nacht bij de school en dumpen Guys lijk in het onverzorgde zwembad op het terrein, waarbij ze zijn dood in scène zetten als een verdrinkingsongeluk. Wanneer zijn lichaam na enkele dagen niet naar de oppervlakte komt, laat Nicole het zwembad leeglopen, maar Guys lichaam is nergens te vinden. De vrouwen ontdekken vervolgens foto's die van hen zijn genomen op de dag van de moord op Guy, en denken dat iemand wil chanteren.
Nadat ze heeft gelezen over de ontdekking van een John Doe in een nabijgelegen rivier, gaat Mia naar het lichaam van de sheriff, maar ontdekt dat het niet Guy is. Daar trekt ze de aandacht van Shirley Vogel, een gepensioneerde politieagent die privédetective is geworden en aanbiedt de verdwijning van Guy te onderzoeken. Nicole verzet zich en Shirley wordt al snel achterdochtig tegenover de vrouwen. Hun angst voor een afperser wordt bevestigd wanneer Mia ontdekt dat het douchegordijn waarmee Guys lichaam verborgen was voor haar badkamerraam hangt.
Shirley confronteert Mia met het ongevalsrapport van Guys auto, en vermoedt dat Guy naar haar op weg was in Pittsburgh op de dag dat hij verdween. Mia wordt meer en meer paranoïde, omdat ze gelooft dat Guy nog leeft en de vrouwen stalkt. Deze angst neemt toe wanneer twee reporters die een evenement op de school filmen een beeld vastleggen van Guy die in een van de ramen van het gebouw staat. Later, tijdens het onderzoeken van de kelder van de school, wordt Shirley aangevallen en bewusteloos geslagen.
Die nacht vindt Mia Guy drijvend in haar badkuip en ziet ze hem uit het water opstaan. Doodsbang verliest ze het bewustzijn en stort in, blijkbaar lijdend aan een hartaanval. Nicole arriveert en het wordt onthuld dat zij en Guy de gebeurtenissen hadden gepland om Mia zo bang te maken dat ze hartfalen kreeg. Nicole klaagt echter en vertelt Guy dat ze het had willen afblazen. Terwijl ze naar Mia's lichaam kijkt, realiseert Nicole zich dat ze niet dood is; wanneer Guy beseft dat ze nog leeft, valt hij beide vrouwen aan, waardoor Nicole bewusteloos raakt.
Mia vlucht naar beneden en Guy tackelt haar op de grond voor het zwembad en probeert haar te verdrinken. Nicole slaagt erin hem te stoppen door een tuinhark in zijn hoofd te slaan, en hij valt in het zwembad. Terwijl Nicole Mia probeert te reanimeren, trekt Guy haar het zwembad in en probeert haar te verdrinken. Mia gaat het zwembad in en samen verdrinken beide vrouwen hem met succes. Ze verlaten het zwembad en worden geconfronteerd met Shirley, die Mia in het gezicht slaat; bereid om de vrouwen in te dekken, legt ze uit dat het zal helpen zelfverdediging in de moord op Guy te bewijzen. Mia loopt radeloos weg van het zwembad en Shirley rookt een sigaret terwijl ze Guys lichaam naar de bodem ziet zinken.

## Cast
| Acteur           | Personage         |
| ---------------- | ----------------- |
| Sharon Stone     | Nicole Horner     |
| Isabelle Adjani  | Mia Baran         |
| Chazz Palminteri | Guy Baran         |
| Kathy Bates      | Shirley Vogel     |
| Spalding Gray    | Simon Veatch      |
| Shirley Knight   | Edie Danziger     |
| Allen Garfield   | Leo Katzman       |
| Adam Hann-Byrd   | Erik Pretzer      |
| Clea Lewis       | Lisa Campos       |
| Bingo O'Malley   | Gannon            |
| Donal Logue      | videofotograaf #1 |
| J. J. Abrams     | videofotograaf #2 |

## Productie
De opnames vonden plaats in en rond Pittsburgh, Pennsylvania. De St. Philomena School werd voornamelijk gebruikt als filmlocatie.
De verfilming van The Flintstones uit 1994 bevat een personage genaamd Sharon Stone als grap; de producenten van die film probeerden later de echte Stone in te huren voor de rol. Omdat ze destijds 'Diabolique' aan het filmen was, moest Stone de rol afwijzen, een beslissing waarvan ze later beweerde spijt te hebben.

## Ontvangst
De film werd ongunstig vergeleken met de originele film en kreeg over het algemeen negatieve recensies. Het heeft momenteel een 'rotte' 18 % beoordeling op Rotten Tomatoes op basis van 28 beoordelingen. Stone werd genomineerd voor een Razzie Award voor "Worst New Star" (als de nieuwe "serieuze" Sharon Stone) voor deze film en Last Dance, waar ze verloor van Pamela Anderson voor Barb Wire. Publiek ondervraagd door CinemaScore gaf de film een cijfer van "C+" op een schaal van A+ tot F.
De film was een verkoopsucces met een brutowinst van $ 17 miljoen in de VS. In andere gebieden presteerde de film beter, met een brutowinst van $ 52 miljoen in totaal.